# Thần kinh khứu giác

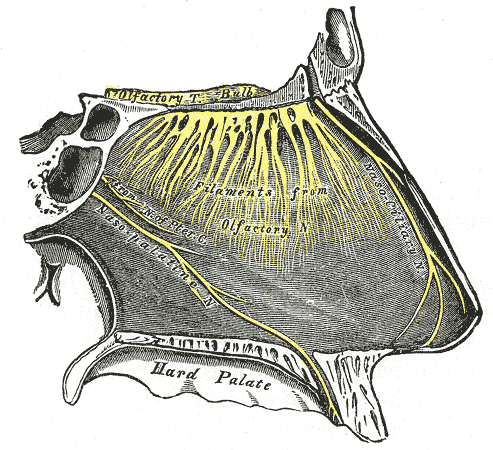
Dây thần kinh của vách ngăn mũi. Bên phải.

Thần kinh khứu giác (tiếng Anh: olfactory nerve) là đôi dây thần kinh sọ đầu tiên trong tổng số 12 đôi dây thần kinh sọ, viết tắt là CN I, chứa các sợi thần kinh cảm giác vùng khứu giác.
Các sợi thần kinh hướng tâm của neuron thụ thể khứu giác truyền xung thần kinh về mùi đến hệ thần kinh trung ương, để nhận biết đấy là mùi. Vì có nguồn gốc từ tấm khứu giác phôi, thần kinh khứu giác khá bất thường vì nó có khả năng tái sinh nếu bị tổn thương. Thần kinh khứu giác có nguyên ủy từ niêm mạc khứu giác ở phần trên của khoang mũi. Từ niêm mạc khứu giác, dây thần kinh (thực ra là nhiều bó thần kinh nhỏ) di chuyển qua lá sàng xương sàng đến vỏ não. Ở đây các bó thần kinh đi vào hành khứu giác và tạo synapse ở đó; từ hành khứu giác (mỗi bên có một hành), thông tin khứu giác được truyền vào não thông qua bó khứu giác. Bó khứu giác không thể quan sát được trên não thi thể vì chúng bị cắt đứt khi phẫu tích. :548